# Kanton Oust
Der Kanton Oust war bis 2015 ein französischer Wahlkreis im Département Ariège und in der Region Midi-Pyrénées. Er umfasste acht Gemeinden im Arrondissement Saint-Girons; sein Hauptort (frz.: chef-lieu) war Oust. Die landesweiten Änderungen in der Zusammensetzung der Kantone brachten im März 2015 seine Auflösung.

## Gemeinden
| Gemeinde        | Einwohner (Stand: 2022) | Code postal | Code Insee |
| --------------- | ----------------------- | ----------- | ---------- |
| Aulus-les-Bains | 146                     | 09140       | 09029      |
| Couflens        | 103                     | 09140       | 09100      |
| Ercé            | 580                     | 09140       | 09113      |
| Oust            | 574                     | 09140       | 09223      |
| Seix            | 743                     | 09140       | 09285      |
| Sentenac-d’Oust | 105                     | 09140       | 09291      |
| Soueix-Rogalle  | 425                     | 09140       | 09299      |
| Ustou           | 259                     | 09140       | 09322      |